# Kanton Sainte-Marie-aux-Mines
Sainte-Marie-aux-Mines is een kanton in het Colmar-Ribeauvillé van het Franse departement Haut-Rhin. Het kanton maakte tot 1 januari 2015 deel uit van het arrondissement Ribeauvillé.

## Gemeenten
Het kanton omvatte vijf gemeenten tot het bij decreet van 21 februari 2014 - met uitwerking op 22 maart 2015 - werd uitgebreid met de 15 gemeenten van de op die dag opgeheven kantons Lapoutroie en Ribeauvillé en met tien van de twaalf gemeenten van het eveneens opgeheven kanton Kaysersberg. Daarvan werden op 1 januari 2016 de gemeenten Kaysersberg, Kientzheim en Sigolsheim  samengevoegd tot de fusiegemeente (commune nouvelle) Kaysersberg Vignoble.
Het kanton Sainte-Marie-aux-Mines omvat sindsdien de volgende 28 gemeenten:
- Ammerschwihr
- Aubure
- Beblenheim
- Bennwihr
- Bergheim
- Le Bonhomme
- Fréland
- Guémar
- Hunawihr
- Illhaeusern
- Katzenthal
- Kaysersberg Vignoble
- Labaroche
- Lapoutroie
- Lièpvre
- Mittelwihr
- Orbey
- Ostheim
- Ribeauvillé
- Riquewihr
- Rodern
- Rombach-le-Franc
- Rorschwihr
- Saint-Hippolyte
- Sainte-Croix-aux-Mines
- Sainte-Marie-aux-Mines (hoofdplaats)
- Thannenkirch
- Zellenberg